# Liste der Baudenkmale in Oldenburg (Oldb) – Gottorpstraße
In der Liste der Baudenkmale in Oldenburg (Oldb) – Gottorpstraße stehen alle Baudenkmale der Gottorpstraße in Oldenburg (Oldb).  Die Quelle der IDs und der Beschreibungen ist der Denkmalatlas Niedersachsen.
Der Stand der Liste ist das Jahr 2022.

## Allgemein
In den Spalten befinden sich folgende Informationen:
- Lage: die Adresse des Baudenkmales und die geographischen Koordinaten. Kartenansicht, um Koordinaten zu setzen. In der Kartenansicht sind Baudenkmale ohne Koordinaten mit einem roten Marker dargestellt und können in der Karte gesetzt werden. Baudenkmale ohne Bild sind mit einem blauen Marker gekennzeichnet, Baudenkmale mit Bild mit einem grünen Marker.
- Bezeichnung: Bezeichnung des Baudenkmales
- Beschreibung: die Beschreibung des Baudenkmales. Unter § 3 Abs. 2 NDSchG werden Einzeldenkmale und unter § 3 Abs. 3 NDSchG Gruppen baulicher Anlagen und deren Bestandteile ausgewiesen.
- ID: die Objekt-ID des Baudenkmales
- Bild: ein Bild des Baudenkmales, ggf. zusätzlich mit einem Link zu weiteren Fotos des Baudenkmals im Medienarchiv Wikimedia Commons. Wenn man auf das Kamerasymbol klickt, können Fotos zu Baudenkmalen aus dieser Liste hochgeladen werden:

Zurück zur Hauptliste
| Lage                                        | Bezeichnung | Beschreibung | ID       | Bild |
| ------------------------------------------- | ----------- | --- | -------- | ---- |
| Gottorpstraße 1 53° 8′ 28″ N, 8° 13′ 3″ O   | Wohnhaus    | Zweigeschossiger, verputzter Massivbau mit hohem Sockelgeschoss unter Mansarddach. Sechsachsige Fassade mit Putzfugenschnitt plus zweigeschossige Eingangsachse an der Südseite. Die beiden Mittelachsen zu einem Risalit mit zweiachsigem Zwerchhaus vorgezogen. Fassadendekor mit Gurtgesims in Form eines Mäanderfrieses, Pilasterordnung im OG des Risalits, Äußere Fensterpaare durch flache Dreiecksgiebel zusammengefasst. Kranzgesims auf Konsolen. 1876 von Heinrich Früstück errichtet, Umbau 1897 (Mansarddach, Zwerchhaus und Aufstockung des Eingangsbereichs). | 37420761 | BW   |
| Gottorpstraße 8 53° 8′ 31″ N, 8° 13′ 2″ O   | Bank        | Dreigeschossiger, verputzter Massivbau mit Sockel unter Walmdach. Zehnachsige Fassade mit Lisenengliederung. Sechste und siebte Achse im Erdgeschoss zu einem Säulenportal zusammengefasst, Architrav mit Inschrift „Staatliche Kreditanstalt“ von Vasen bekrönt. Langgestreckte Gaube mit Walmdach. An der Nordseite dreigeschossiger Gebäudetrakt mit Nebeneingang. Errichtet 1852 von Carl Ferdinand Adolf Rauchheld errichtet, 1912 zu einem Bankgebäude umgebaut. | 37420781 | BW   |
| Gottorpstraße 9a 53° 8′ 32″ N, 8° 13′ 2″ O  | Wohnhaus    | Zweigeschossiger, verputzter Massivbau auf Sockelgeschoss unter flachem Walmdach. Vierachsige Fassade mit Putzfugen, nur das OG mit Glattputz, hier Fenster durch Verdachungen hervorgehoben. Fassadengliederung mit durchlaufenden Gurt- und Sohlbankgesimsen, Kranzgesims auf Konsolfries. An der Südseite zurückgesetzt Eingang mit Übergang zum Nachbargebäude. 1860 errichtet. | 37463199 | BW   |
| Gottorpstraße 10 53° 8′ 32″ N, 8° 13′ 2″ O  | Wohnhaus    | Zweigeschossiger, verputzter Massivbau mit giebelständigem Satteldach auf hohem Sockelgeschoss. Vierachsige Fassade, Eingang im Vorbau an der Südwestseite. 1859/60 errichtet. | 37463221 | BW   |
| Gottorpstraße 11 53° 8′ 32″ N, 8° 13′ 2″ O  | Wohnhaus    | Zweigeschossiger, verputzter Massivbau mit giebelständigem Satteldach. Fünfachsige Fassade mit Gurtgesimsen gegliedert, Erdgeschossfenster in Rundbogenöffnungen. 1860/61 errichtet. | 37463243 | BW   |
| Gottorpstraße 12 53° 8′ 33″ N, 8° 13′ 2″ O  | Wohnhaus    | Zweigeschossiger, verputzter Massivbau mit Sockelgeschoss unter Walmdach. Die linke Achse nimmt ein zweigeschossiger Standerker mit Walmdach ein. Fassadengliederung durch horizontalen Fugenschnitt im Erdgeschoss, profiliertes Gurtgesims sowie Gliederung durch korinthische Pilaster am Erker (Erdgeschoss). Kranzgesims mit Putten im Wechsel mit Festons. Eingang an der Nordseite in einem eingeschossigen Anbau. 1874/75 nach Entwurf von Gerhard Schnitger errichtet, Umbau 1906 durch Ludwig Backhaus.                                                            | 37463265 | BW   |
| Gottorpstraße 13 53° 8′ 33″ N, 8° 13′ 1″ O  | Wohnhaus    | Zweiachsiger, verputzter Massivbau mit hohem Sockelgeschoss unter Mansarddach. Vierachsige Fassade, Gliederung durch umlaufende Gurtgesimse. Obergeschossfenster durch Fensterverdachungen und vegetabile Stuckverzierungen in Sturzhöhe hervorgehoben. 184/75 errichtet, später umgebaut (Mansarddach). | 37463287 | BW   |
| Gottorpstraße 14 53° 8′ 34″ N, 8° 13′ 1″ O  | Wohnhaus    | Dreigeschossiger, verputzter Massivbau mit hohem Sockel unter Pyramidendach. Fünfachsige Fassade ungegliedert, mittig Eingang flankiert von je einem querrechteckigen Fenster. | 37463309 | BW   |
| Gottorpstraße 15 53° 8′ 34″ N, 8° 13′ 1″ O  | Wohnhaus    | Zweigeschossiger, massiver Putzbau auf rustiziertem Sockel unter Pyramidendach. Vierachsige Fassade, Putzfugen im EG, Akanthusfries als Gurtgesims, OG mit Rundbogenfenstern, die paarweise durch profiliertes Gebälk zusammengefasst sind. Pilastergliederung, vegetabile Ornamente in Brüstungsfeldern und Kranzgesims. An der Nordseite zurückgesetzter Eingangstrakt, Tür in pilastergerahmten Portal. 1873 errichtet, 1920 umgebaut von E. Bruns. | 37463331 | BW   |
| Gottorpstraße 15a 53° 8′ 34″ N, 8° 13′ 3″ O | Wohnhaus    | Zweigeschossiger, verputzter Massivbau auf hohem Sockelgeschoss unter Walmdach. Vierachsige Fassade mit Putzfugenschnitt. Obergeschoss Fenster durch Gebälk auf Konsolenruhend zusammengefasst, Festons in den Brüstungsfeldern. Kranzgesims ebenfalls mit Konsolen. Zurückgesetzter Eingangsvorbau an der Nordseite. Um 1875 errichtet | 37463353 | BW   |
| Gottorpstraße 16 53° 8′ 34″ N, 8° 13′ 3″ O  | Wohnhaus    | Zweigeschossiger, verputzter Massivbau rustiziertem Sockelgeschoss unter Walmdach. Fünfachsige Fassade mit Putzfugenschnitt im EG, horizontale Gliederung durch Gurtgesims und gerade Verdachungen im OG. An der Südseite nachträglich weitere Fensterachse angesetzt. 1863 von Maurermeister Clemens errichtet. | 37463375 | BW   |
| Gottorpstraße 18 53° 8′ 33″ N, 8° 13′ 3″ O  | Wohnhaus    | Zweigeschossiger, verputzter Massivbau mit Walmdach. Vierachsige Fassade durch schmale Gesimse gegliedert. 1861 wohl nach Entwurf von Martin Oetken errichtet. | 37463397 | BW   |
| Gottorpstraße 19 53° 8′ 32″ N, 8° 13′ 3″ O  | Wohnhaus    | Zweigeschossiger, verputzter Massivbau hohem Sockelgeschoss unter giebelständigem Krüppelwalmdach. Fassade im EG mit vier Fenstern, im OG linke dreiteilige Fenstergruppe und rechts polygonaler Erker. Giebelgeschoss mit vier kleinen Fenstern paarweise angeordnet. Eingang an der Südseite in einem zurückgesetzten Anbau. | 37463421 | BW   |
| Gottorpstraße 20 53° 8′ 32″ N, 8° 13′ 4″ O  | Wohnhaus    | Zweigeschossiger, verputzter Massivbau auf hohem Sockelgeschoss unter Mansarddach, zweiachsiges Dachhaus mit Volutengiebel. Erdgeschosszone der dreiachsigen Fassade mit horizontalen Putzfugen, OG glattgeputzt, Fenster hier mit leichtspitzbogigen Rahmungen. Kranzgesims auf Konsolen zieht sich um den einachsigen Eingangsvorbau an der Südseite herum. | 37463443 | BW   |